# Barbatana

Lampanyctodes hectoris
(1) - brânquias, (2) - linha lateral, (3) - nadadeira dorsal, (4) - nadadeira adiposa, (5) - pedúnculo caudal, (6) - nadadeira caudal, (7) - nadadeira anal, (8) - photophores, (9) - nadadeiras pélvicas (duplas), (10) - nadadeiras peitorais (duplas).

Barbatanas, também denominadas no Brasil por nadadeiras, são os órgãos externos que muitos animais aquáticos usam para a locomoção e equilíbrio.
Os peixes apresentam dois tipos de barbatanas:
- Pares
  - Peitorais (com a base atrás das aberturas branquiais); e
  - Pélvicas ou ventrais (localizadas imediatamente à frente do ânus).

Estas barbatanas têm uma relação evolutiva com os membros dos vertebrados terrestres.
- Ímpares
  - Dorsais (podem ser até três, situadas no dorso);
  - Caudal (por vezes lobada, na extremidade posterior do corpo); e
  - Anal (na região ventral, atrás do ânus).

As barbatanas dorsais e anais dos peixes são excrescências da pele e nos teleósteos são suportadas por lepidotríquias (vulgarmente chamadas "raios"), que são escamas modificadas, ou por espinhos. Nos peixes cartilagíneos (Chondrichthyes), elas são suportadas por filamentos desse material. No entanto, as peitorais e ventrais são suportadas por ossos, normalmente associados, respetivamente, à cintura escapular e à cintura pélvica dos tetrápodes.
Alguns peixes, como os bagres possuem ainda barbatanas adiposas, de tecido carnudo.
Nos mamíferos aquáticos, como as baleias e focas, as barbatanas são transformações das extremidades dos membros (mãos e pés).